# Nguyễn Hữu Chí (thiếu tướng)
Nguyễn Hữu Chí (sinh 1960) là một sĩ quan cấp cao trong Quân đội nhân dân Việt Nam, hàm Thiếu tướng, hiện là Phó Tư lệnh Quân chủng Phòng không - Không quân.

## Thân thế và sự nghiệp
Ông sinh năm 1960 tại xã Nam Trung, huyện Tiền Hải, tỉnh Thái Bình. Năm 2015, được bổ nhiệm giữ chức Phó Tư lệnh Quân chủng Phòng không - Không quân, hàm Thiếu tướng. Trước đó, ông từng nắm giữ chức vụ sư đoàn trưởng Sư đoàn 365.